# Ida de Cham
Pour les articles homonymes, voir Cham.
Ida de Cham, née vers 1055 et morte en 1101, est une noble bavaroise qui devient margravine d'Autriche par son mariage avec le margrave Léopold II de Babenberg.

## Origine
La filiation d'Ida n'est pas définitivement déterminée : selon le Chronicon Austriæ, vol. II (1463) de Thomas Ebendorfer, elle aurait été une fille de l'empereur Henri III. Dans ce cas, toutefois, son fils Léopold III aurait été le cousin de sa seconde épouse Agnès de Franconie et le droit canonique ne permettrait pas un mariage. Le droit canonique n’est pas recevable en ce qui concerne les mariages, car tous les rois et reines se mariaient entre membres de la même famille et les mariages consanguins étaient de notoriété publique : rois et reines épousaient leurs cousins et autres, d’autres pays, faisant ainsi s’étendre les lignages royaux.
Des études ultérieures ont indiqué qu'elle est possiblement une fille de Ratpot ou Rapoto IV, comte de Cham et bailli de l'abbaye Saint-Emmeran à Ratisbonne, et de son épouse Mathilde de Chiemgau. Rapoto tomba sur le champ de bataille de Hohenmölsen le 15 octobre 1080, dans la lutte du roi Henri IV contre l'antiroi Rodolphe de Rheinfelden pendant la querelle des Investitures. Néanmoins, dans ce contexte, la fidélité d'Ida à la curie romaine apparaît remarquable.
Selon une autre théorie, Ida est apparentée aux comtes de Vornbach (Formbach) et donc une tante du margrave Hermann de Misnie.

## Mariage et descendance
Il semble possible qu'Ida ait épousé en premières noces le noble Haderich, comte au château Schwarzenburg près de Rötz en Bavière, qui un temps posséda les domaines de Hadres en Autriche. Son fils Haderich et Léopold III apparaissent tous deux comme « margraves » dans la charte de l'abbaye de Göttweig en 1083.
Ida épouse le margrave Léopold II d'Autriche, issu de la maison de Babenberg, dont elle a :
- Ida ;
- Élisabeth (morte en 1107), mariée à Ottokar, margrave de Styrie[1] ;
- Gerberge (morte en 1142), mariée en 1100 à Bořivoj II, duc de Bohême[1] ;
- Léopold III (1073-1136)[1] ;
- Sophie (morte en 1154), mariée à Henri III, duc de Carinthie (mort en 1122), puis en 1128 à Sighard, comte de Burghausen (mort en 1142)[1].

Comme son mari, Ida prit ses distance avec le roi Henri IV dans le conflit avec la papauté. Le 21 mars 1089, le couple appela à la célèbre abbaye de Melk des bénédictins de Lambach, en remplacement des chanoines du chapitre qui y étaient depuis plusieurs décennies.

## Croisade et disparition
Veuve, Ida s'engage dans la troisième croisade de secours de 1100-1101 et fait partie des chefs avec Guillaume IX, duc d'Aquitaine, et Welf IV, duc de Bavière. Elle disparaît quand les croisés se font écraser par les Turcs de Kılıç Arslan Ier et de Danichmend le 15 septembre 1101 près d'Heraclea Cybistra. Son corps n'est pas retrouvé, laissant cours à des rumeurs de capture et d'enfermement dans un harem.